# Ioan Cărmăzan
Ioan Cărmăzan (n. 27 iunie 1948, Satchinez, Timiș, Republica Populară Română, România) este un regizor român.

## Filmografie

### Regizor
- Al patrulea stol (1979) - regizor asistent
- Țapinarii (1982)
- Lișca (1984)
- Sania albastră (1987)
- Casa din vis (1992)
- Raport despre starea națiunii (2002)
- Lotus (2003)
- Margo (2006)
- O secundă de viață (2009)
- Oul de cuc (2010)
- Întoarcerea magilor (2016)

### Scenarist
- Casa din vis (1992) - în colaborare cu Fănuș Neagu
- Vlad nemuritorul (2000) - co scenarist
- În fiecare zi Dumnezeu ne sărută pe gură (2002) (regia Sinișa Dragin)
- Orient Express (2004) - în colaborare cu Sergiu Nicolaescu și Corneliu Dragomirescu